# Paolo Aringhi
Paolo Aringhi (Roma, 1600 – Roma, 1676) è stato un religioso italiano.

## Biografia
È stato prete dell'oratorio di Roma.

## Opere
Aringhi è noto per una traduzione della Roma sotterranea di Antonio Bosio, comprensiva di esaustivi commenti (1659). Il libro è noto per la descrizione delle catacombe.
Altre opere di Aringhi sono: 
- Monumenta infelicitatis, sive mortes peccatorum pessimae (1664);
- Triumphus poenitentiae (1671)